# Camp vectorial irrotacional
En el càlcul vectorial un camp vectorial irrotacional o camp vectorial conservatiu és un camp vectorial el rotacional del qual és nul.
Si la notació del camp és {\displaystyle \mathbf {v} }, llavors:
{\displaystyle \operatorname {curl} \,\mathbf {v} =\nabla \times \mathbf {v} =0}.
Hi ha una identitat de càlcul vectorial que estableix que el rotacional de qualsevol gradient és zero:
{\displaystyle \operatorname {curl} \,\nabla \phi =\nabla \times \nabla \phi =0}
on {\displaystyle \phi } és un camp escalar.
En canvi, en un espai simplement connex, qualsevol camp irrotacional pot ser expressat com el gradient d'un potencial escalar:
{\displaystyle \mathbf {v} =\nabla \phi }.
Si, a més de ser irrotacional, un camp vectorial també és incompressible, llavors rep el nom de camp vectorial Laplacià.
En mecànica dels fluids, un camp irrotacional és pràcticament sinònim de camp laminar. L'adjectiu "irrotacional" implica que el flux irrotacional del fluid (el seu camp velocitat és irrotacional) no té cap component rotacional: no forma vòrtexs.
De la definició d'un irrotacional com rotacional nul, seguint el teorema de Stokes es pot deduir que la circulació de qualsevol bucle tancat en el camp és zero:
{\displaystyle \oint _{S}\mathbf {v} \cdot \,d\mathbf {s} =\int \!\!\!\int _{A}\nabla \times \mathbf {v} \cdot d\mathbf {A} =0}
on A és l'àrea tancada pel bucle S. Aquesta manca de circulació significa que les línies d'un camp irrotacional (línies de flux d'un flux irrotacional) no formen bucles (o hèlixs).